# Vladimir Guerrero Jr
Artikeln följer den spanska namnseden; faderns efternamn är Guerrero och moderns efternamn Ramos.
Vladimir Guerrero Ramos Jr, född den 16 mars 1999 i Montréal i Québec, är en kanadensisk-dominikansk professionell basebollspelare som spelar för Toronto Blue Jays i Major League Baseball (MLB). Guerrero är förstabasman, tredjebasman och designated hitter.
Guerrero är son till Vladimir Guerrero och brorson till Wilton Guerrero samt kusin till Gabriel Guerrero. En av hans andra kusiner är gift med Ketel Marte. Samtliga har spelat alternativt spelar i MLB. Guerrero och hans far blev 2021 den andra far-son-duon i MLB:s historia där båda haft åtminstone en säsong med åtminstone 40 homeruns. Den första var Cecil och Prince Fielder. Guerrero kom den säsongen upp i 48 homeruns, delat flest i MLB och flest i MLB:s historia av en spelare vid 22 års ålder eller yngre. Han var också etta i MLB den säsongen i poäng (123) och total bases (363) samt etta i American League i on-base plus slugging (OPS) (1,002).